# Encyklopedie Jung-le
Encyklopedie Jung-le (čínsky v českém přepisu Jung-le ta-tien, pchin-jinem Yǒnglè Dàdiǎn, znaky zjednodušené 永乐大典, tradiční 永樂大典) byla encyklopedie sestavená čínskými učenci říše Ming v letech 1403–1408, největší kdy napsaná encyklopedie.
Dílo bylo na příkaz císaře Jung-le sestaveno komisí sestávající z více než dvou tisíc učenců v letech 1403–1408. V čele komise stál a hlavním editorem byl Jao Kuang-siao. Encyklopedie zahrnovala osm tisíc děl všech oborů lidského vědění – zemědělství, umění, astronomie, drama, geologie, historie, literatury, lékařství, přírodních věd, náboženství, filozofie a technologie, stejně jako popis přírodních i nadpřirozených událostí. Měla 917 480 stran v 22 937 dílech sloučených do 11 095 svazků, dílo obsahovalo na 50 milionů znaků čínského písma.
Do dnešního dne přežil pouze nepatrný zlomek – méně než 400 svazků – celého díla.